# Chrysops divaricatus
Chrysops divaricatus är en tvåvingeart som beskrevs av Friedrich Hermann Loew 1858. Chrysops divaricatus ingår i släktet Chrysops och familjen bromsar. Arten är reproducerande i Sverige. Inga underarter finns listade i Catalogue of Life.

## Bildgalleri

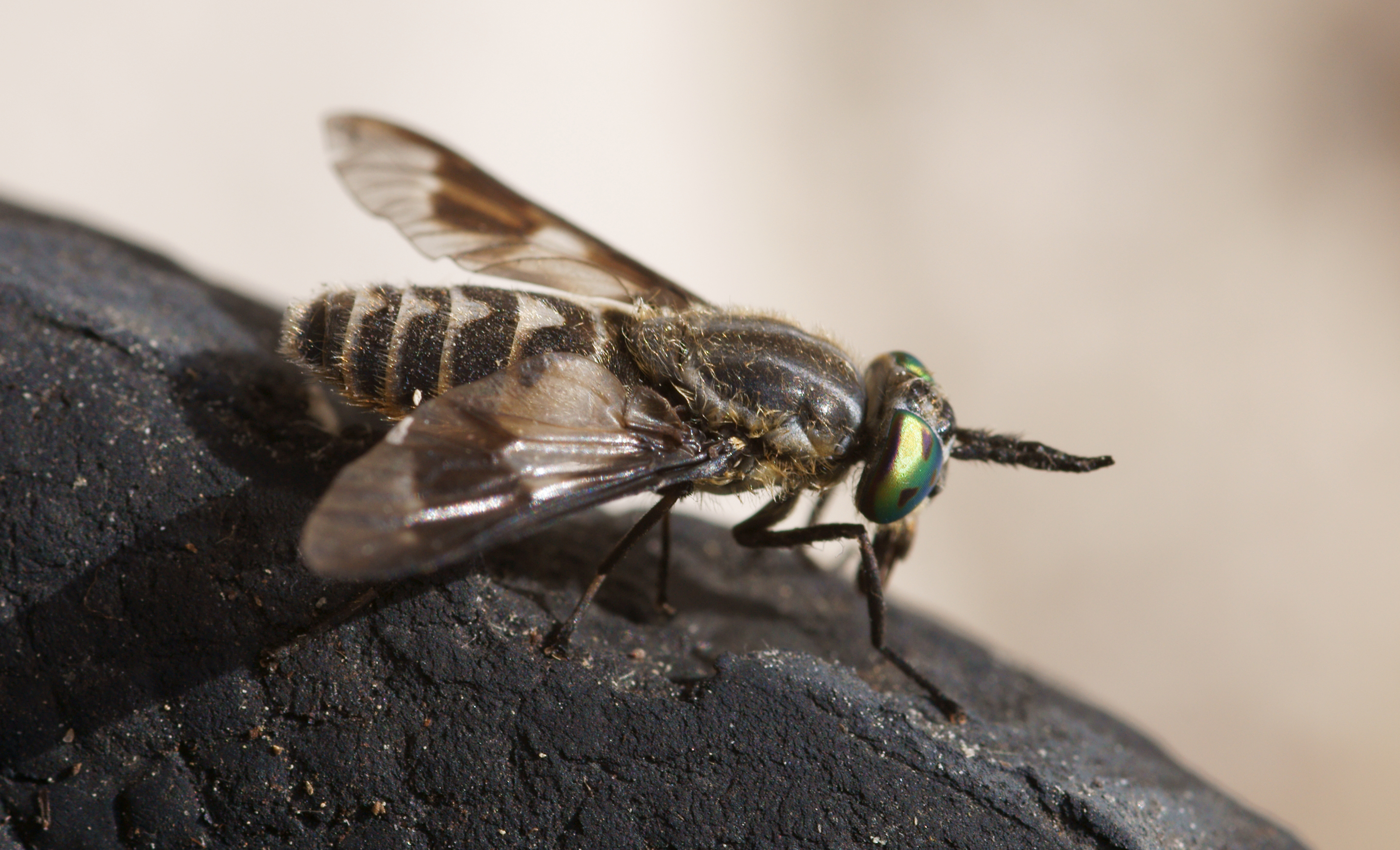
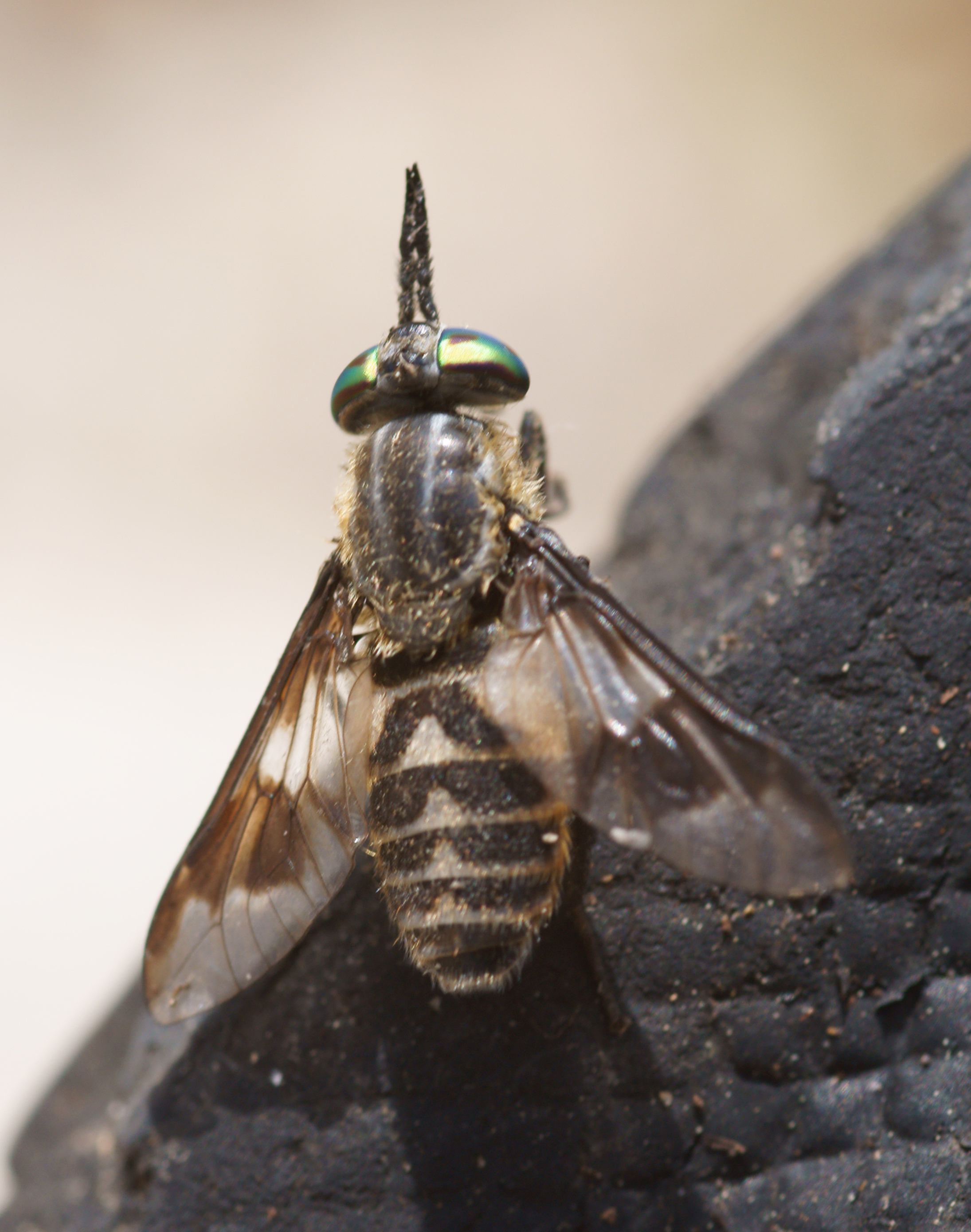